# جيمس إل. براونينج جونيور
جيمس إل. براونينج جونيور (بالإنجليزية: James L. Browning, Jr.) هو قاضي ومحامي أمريكي، ولد في 8 ديسمبر 1932 في غلوب في الولايات المتحدة، وتوفي في 12 يناير 2016 في أورو فالي في الولايات المتحدة.